# Phryganogryllacris phryganoides
Phryganogryllacris phryganoides är en insektsart som först beskrevs av Wilhem de Haan 1842.  Phryganogryllacris phryganoides ingår i släktet Phryganogryllacris och familjen Gryllacrididae.

## Underarter
Arten delas in i följande underarter:
- P. p. thailandensis
- P. p. elefanensis
- P. p. phryganoides